# Città del Nebraska
Lista delle città del Nebraska, Stati Uniti d'America, comprendente tutti i comuni dello Stato (city e village) e i census-designated place (CDP).
I dati sono dell'USCB riferiti al censimento del 2010.
| Località         | Status  | Cens. 2010 |
| ---------------- | ------- | ---------- |
| Abie             | village | 69         |
| Adams            | village | 573        |
| Ainsworth        | city    | 1728       |
| Albion           | city    | 1650       |
| Alda             | village | 642        |
| Alexandria       | village | 177        |
| Allen            | village | 377        |
| Alliance         | city    | 8491       |
| Alma             | city    | 1133       |
| Alvo             | village | 132        |
| Ames             | CDP     | 24         |
| Amherst          | village | 248        |
| Anoka            | village | 6          |
| Anselmo          | village | 145        |
| Ansley           | village | 441        |
| Arapahoe         | city    | 1026       |
| Arcadia          | village | 311        |
| Archer           | CDP     | 81         |
| Arlington        | village | 1243       |
| Arnold           | village | 597        |
| Arthur           | village | 117        |
| Ashland          | city    | 2453       |
| Ashton           | village | 194        |
| Aten             | CDP     | 112        |
| Atkinson         | city    | 1245       |
| Atlanta          | village | 131        |
| Auburn           | city    | 3460       |
| Aurora           | city    | 4479       |
| Avoca            | village | 242        |
| Axtell           | village | 726        |
| Ayr              | village | 94         |
| Bancroft         | village | 495        |
| Barada           | village | 24         |
| Barneston        | village | 116        |
| Bartlett         | village | 117        |
| Bartley          | village | 283        |
| Bassett          | city    | 619        |
| Battle Creek     | city    | 1207       |
| Bayard           | city    | 1209       |
| Bazile Mills     | village | 29         |
| Beatrice         | city    | 12459      |
| Beaver City      | city    | 609        |
| Beaver Crossing  | village | 403        |
| Bee              | village | 191        |
| Beemer           | village | 678        |
| Belden           | village | 115        |
| Belgrade         | village | 126        |
| Bellevue         | city    | 50137      |
| Bellwood         | village | 435        |
| Belmar           | CDP     | 216        |
| Belvidere        | village | 48         |
| Benedict         | village | 234        |
| Benkelman        | city    | 953        |
| Bennet           | village | 719        |
| Bennington       | city    | 1458       |
| Berea            | CDP     | 41         |
| Bertrand         | village | 750        |
| Berwyn           | village | 83         |
| Big Springs      | village | 400        |
| Bladen           | village | 237        |
| Blair            | city    | 7990       |
| Bloomfield       | city    | 1028       |
| Bloomington      | village | 103        |
| Blue Hill        | city    | 936        |
| Blue Springs     | city    | 331        |
| Bow Valley       | CDP     | 116        |
| Boys Town        | village | 745        |
| Bradshaw         | village | 273        |
| Brady            | village | 428        |
| Brainard         | village | 330        |
| Brewster         | village | 17         |
| Bridgeport       | city    | 1545       |
| Bristow          | village | 65         |
| Broadwater       | village | 128        |
| Brock            | village | 112        |
| Broken Bow       | city    | 3559       |
| Brownlee         | CDP     | 15         |
| Brownville       | village | 132        |
| Brule            | village | 326        |
| Bruning          | village | 279        |
| Bruno            | village | 99         |
| Brunswick        | village | 138        |
| Burchard         | village | 82         |
| Burr             | village | 57         |
| Burton           | village | 10         |
| Burwell          | city    | 1210       |
| Bushnell         | village | 124        |
| Butte            | village | 326        |
| Byron            | village | 83         |
| Cairo            | village | 785        |
| Callaway         | village | 539        |
| Cambridge        | city    | 1063       |
| Campbell         | village | 347        |
| Carleton         | village | 91         |
| Carroll          | village | 229        |
| Cedar Bluffs     | village | 610        |
| Cedar Creek      | village | 390        |
| Cedar Rapids     | village | 382        |
| Center           | village | 94         |
| Central City     | city    | 2934       |
| Ceresco          | village | 889        |
| Chadron          | city    | 5851       |
| Chalco           | CDP     | 10994      |
| Chambers         | village | 268        |
| Champion         | CDP     | 103        |
| Chapman          | village | 287        |
| Chappell         | city    | 929        |
| Chester          | village | 232        |
| Clarks           | village | 369        |
| Clarkson         | city    | 658        |
| Clatonia         | village | 231        |
| Clay Center      | city    | 760        |
| Clearwater       | village | 419        |
| Clinton          | village | 41         |
| Cody             | village | 154        |
| Coleridge        | village | 473        |
| Colon            | village | 110        |
| Columbus         | city    | 22111      |
| Comstock         | village | 93         |
| Concord          | village | 166        |
| Cook             | village | 321        |
| Cordova          | village | 137        |
| Cornlea          | village | 36         |
| Cortland         | village | 482        |
| Cotesfield       | village | 46         |
| Cowles           | village | 30         |
| Cozad            | city    | 3977       |
| Crab Orchard     | village | 38         |
| Craig            | village | 199        |
| Crawford         | city    | 997        |
| Creighton        | city    | 1154       |
| Creston          | village | 203        |
| Crete            | city    | 6960       |
| Crofton          | city    | 726        |
| Crookston        | village | 69         |
| Culbertson       | village | 595        |
| Curtis           | city    | 939        |
| Cushing          | village | 32         |
| Dakota City      | city    | 1919       |
| Dalton           | village | 315        |
| Danbury          | village | 101        |
| Dannebrog        | village | 303        |
| Davenport        | village | 294        |
| Davey            | village | 154        |
| David City       | city    | 2906       |
| Dawson           | village | 146        |
| Daykin           | village | 166        |
| Decatur          | village | 481        |
| Denton           | village | 190        |
| Deshler          | city    | 747        |
| Deweese          | village | 67         |
| De Witt          | village | 513        |
| Diller           | village | 260        |
| Dix              | village | 255        |
| Dixon            | village | 87         |
| Dodge            | village | 612        |
| Doniphan         | village | 829        |
| Dorchester       | village | 586        |
| Douglas          | village | 173        |
| Du Bois          | village | 147        |
| Dunbar           | village | 187        |
| Duncan           | village | 351        |
| Dunning          | village | 103        |
| Dwight           | village | 204        |
| Eagle            | village | 1024       |
| Eddyville        | village | 97         |
| Edgar            | city    | 498        |
| Edison           | village | 133        |
| Elba             | village | 215        |
| Elgin            | city    | 661        |
| Elk Creek        | village | 98         |
| Elm Creek        | village | 901        |
| Elmwood          | village | 634        |
| Elsie            | village | 106        |
| Elwood           | village | 707        |
| Elyria           | village | 51         |
| Emerson          | village | 840        |
| Emmet            | village | 48         |
| Enders           | CDP     | 42         |
| Endicott         | village | 132        |
| Ericson          | village | 92         |
| Eustis           | village | 401        |
| Ewing            | village | 387        |
| Exeter           | village | 591        |
| Fairbury         | city    | 3942       |
| Fairfield        | city    | 387        |
| Fairmont         | village | 560        |
| Falls City       | city    | 4325       |
| Farnam           | village | 171        |
| Farwell          | village | 122        |
| Filley           | village | 132        |
| Firth            | village | 590        |
| Fontanelle       | CDP     | 54         |
| Fordyce          | village | 139        |
| Fort Calhoun     | city    | 908        |
| Foster           | village | 51         |
| Franklin         | city    | 1000       |
| Fremont          | city    | 26397      |
| Friend           | city    | 1027       |
| Fullerton        | city    | 1307       |
| Funk             | village | 194        |
| Gandy            | village | 32         |
| Garland          | village | 216        |
| Garrison         | village | 54         |
| Geneva           | city    | 2217       |
| Genoa            | city    | 1003       |
| Gering           | city    | 8500       |
| Gibbon           | city    | 1833       |
| Gilead           | village | 39         |
| Giltner          | village | 352        |
| Glenvil          | village | 310        |
| Glenwood         | CDP     | 466        |
| Goehner          | village | 154        |
| Gordon           | city    | 1612       |
| Gothenburg       | city    | 3574       |
| Grafton          | village | 126        |
| Grand Island     | city    | 48520      |
| Grant            | city    | 1165       |
| Greeley Center   | village | 466        |
| Greenwood        | village | 568        |
| Gresham          | village | 223        |
| Gretna           | city    | 4441       |
| Gross            | village | 2          |
| Guide Rock       | village | 225        |
| Gurley           | village | 214        |
| Hadar            | village | 293        |
| Haigler          | village | 158        |
| Hallam           | village | 213        |
| Halsey           | village | 76         |
| Hamlet           | village | 57         |
| Hampton          | village | 423        |
| Harbine          | village | 49         |
| Hardy            | village | 159        |
| Harrisburg       | CDP     | 100        |
| Harrison         | village | 251        |
| Hartington       | city    | 1554       |
| Harvard          | city    | 1013       |
| Hastings         | city    | 24907      |
| Hayes Center     | village | 214        |
| Hay Springs      | village | 570        |
| Hazard           | village | 70         |
| Heartwell        | village | 71         |
| Hebron           | city    | 1579       |
| Hemingford       | village | 803        |
| Henderson        | city    | 991        |
| Hendley          | village | 24         |
| Henry            | village | 106        |
| Herman           | village | 268        |
| Hershey          | village | 665        |
| Hickman          | city    | 1657       |
| Hildreth         | village | 378        |
| Holbrook         | village | 207        |
| Holdrege         | city    | 5495       |
| Holmesville      | CDP     | 51         |
| Holstein         | village | 214        |
| Homer            | village | 549        |
| Hooper           | city    | 830        |
| Hordville        | village | 144        |
| Hoskins          | village | 285        |
| Howard City      | village | 189        |
| Howells          | village | 561        |
| Hubbard          | village | 236        |
| Hubbell          | village | 68         |
| Humboldt         | city    | 877        |
| Humphrey         | city    | 760        |
| Huntley          | village | 44         |
| Hyannis          | village | 182        |
| Imperial         | city    | 2071       |
| Inavale          | CDP     | 117        |
| Indianola        | city    | 584        |
| Inglewood        | village | 325        |
| Inland           | CDP     | 62         |
| Inman            | village | 129        |
| Ithaca           | village | 148        |
| Jackson          | village | 223        |
| Jansen           | village | 118        |
| Johnson          | village | 328        |
| Johnstown        | village | 64         |
| Julian           | village | 59         |
| Juniata          | village | 755        |
| Kearney          | city    | 30787      |
| Kenesaw          | village | 880        |
| Kennard          | village | 361        |
| Keystone         | CDP     | 59         |
| Kilgore          | village | 77         |
| Kimball          | city    | 2496       |
| King Lake        | CDP     | 280        |
| Lakeview         | CDP     | 317        |
| Lamar            | village | 23         |
| La Platte        | CDP     | 114        |
| Laurel           | city    | 964        |
| La Vista         | city    | 15758      |
| Lawrence         | village | 304        |
| Lebanon          | village | 80         |
| Leigh            | village | 405        |
| Lemoyne          | CDP     | 82         |
| Leshara          | village | 112        |
| Lewellen         | village | 224        |
| Lewiston         | village | 68         |
| Lexington        | city    | 10230      |
| Liberty          | village | 76         |
| Lincoln          | city    | 258379     |
| Lindsay          | village | 255        |
| Lindy            | CDP     | 13         |
| Linwood          | village | 88         |
| Lisco            | CDP     | 64         |
| Litchfield       | village | 262        |
| Lodgepole        | village | 318        |
| Long Pine        | city    | 305        |
| Loomis           | village | 382        |
| Lorenzo          | CDP     | 58         |
| Loretto          | CDP     | 42         |
| Lorton           | village | 41         |
| Louisville       | city    | 1106       |
| Loup City        | city    | 1029       |
| Lushton          | village | 30         |
| Lyman            | village | 341        |
| Lynch            | village | 245        |
| Lyons            | city    | 851        |
| McCook           | city    | 7698       |
| McCool Junction  | village | 409        |
| McGrew           | village | 105        |
| McLean           | village | 36         |
| Macy             | CDP     | 1023       |
| Madison          | city    | 2438       |
| Madrid           | village | 231        |
| Magnet           | village | 57         |
| Malcolm          | village | 382        |
| Malmo            | village | 120        |
| Manley           | village | 178        |
| Marquette        | village | 229        |
| Martin           | CDP     | 92         |
| Martinsburg      | village | 94         |
| Maskell          | village | 76         |
| Mason City       | village | 171        |
| Max              | CDP     | 57         |
| Maxwell          | village | 312        |
| Maywood          | village | 261        |
| Mead             | village | 569        |
| Meadow Grove     | village | 301        |
| Melbeta          | village | 112        |
| Memphis          | village | 114        |
| Merna            | village | 363        |
| Merriman         | village | 128        |
| Milford          | city    | 2090       |
| Miller           | village | 136        |
| Milligan         | village | 285        |
| Minatare         | city    | 816        |
| Minden           | city    | 2923       |
| Mitchell         | city    | 1702       |
| Monowi           | village | 1          |
| Monroe           | village | 284        |
| Moorefield       | village | 32         |
| Morrill          | village | 921        |
| Morse Bluff      | village | 135        |
| Mullen           | village | 509        |
| Murdock          | village | 236        |
| Murray           | village | 463        |
| Naper            | village | 84         |
| Naponee          | village | 106        |
| Nebraska City    | city    | 7289       |
| Nehawka          | village | 204        |
| Neligh           | city    | 1599       |
| Nelson           | city    | 488        |
| Nemaha           | village | 149        |
| Nenzel           | village | 20         |
| Newcastle        | village | 325        |
| Newman Grove     | city    | 721        |
| Newport          | village | 97         |
| Nickerson        | village | 369        |
| Niobrara         | village | 370        |
| Nora             | village | 21         |
| Norfolk          | city    | 24210      |
| Norman           | village | 43         |
| North Bend       | city    | 1177       |
| North Loup       | village | 297        |
| North Platte     | city    | 24733      |
| Oak              | village | 66         |
| Oakdale          | village | 322        |
| Oakland          | city    | 1244       |
| Obert            | village | 23         |
| Oconto           | village | 151        |
| Octavia          | village | 127        |
| Odell            | village | 307        |
| Odessa           | CDP     | 130        |
| Offutt AFB       | CDP     | 4644       |
| Ogallala         | city    | 4737       |
| Ohiowa           | village | 115        |
| Omaha            | city    | 408958     |
| O'Neill          | city    | 3705       |
| Ong              | village | 63         |
| Orchard          | village | 379        |
| Ord              | city    | 2112       |
| Orleans          | village | 386        |
| Osceola          | city    | 880        |
| Oshkosh          | city    | 884        |
| Osmond           | city    | 783        |
| Otoe             | village | 171        |
| Overland         | CDP     | 153        |
| Overton          | village | 594        |
| Oxford           | village | 779        |
| Page             | village | 166        |
| Palisade         | village | 351        |
| Palmer           | village | 472        |
| Palmyra          | village | 545        |
| Panama           | village | 256        |
| Papillion        | city    | 18894      |
| Parks            | CDP     | 23         |
| Pawnee City      | city    | 878        |
| Paxton           | village | 523        |
| Pender           | village | 1002       |
| Peru             | city    | 865        |
| Petersburg       | village | 333        |
| Phillips         | village | 287        |
| Pickrell         | village | 199        |
| Pierce           | city    | 1767       |
| Pilger           | village | 352        |
| Plainview        | city    | 1246       |
| Platte Center    | village | 336        |
| Plattsmouth      | city    | 6502       |
| Pleasant Dale    | village | 205        |
| Pleasanton       | village | 341        |
| Plymouth         | village | 409        |
| Polk             | village | 322        |
| Ponca            | city    | 961        |
| Poole            | CDP     | 19         |
| Potter           | village | 337        |
| Prague           | village | 303        |
| Preston          | village | 28         |
| Primrose         | village | 61         |
| Prosser          | village | 66         |
| Raeville         | CDP     | 22         |
| Ragan            | village | 38         |
| Ralston          | city    | 5943       |
| Randolph         | city    | 944        |
| Ravenna          | city    | 1360       |
| Raymond          | village | 167        |
| Red Cloud        | city    | 1020       |
| Republican City  | village | 150        |
| Reynolds         | village | 69         |
| Richfield        | CDP     | 43         |
| Richland         | village | 73         |
| Rising City      | village | 374        |
| Riverdale        | village | 182        |
| Riverton         | village | 89         |
| Roca             | village | 220        |
| Rockville        | village | 106        |
| Rogers           | village | 95         |
| Rosalie          | village | 160        |
| Roscoe           | CDP     | 63         |
| Roseland         | village | 235        |
| Royal            | village | 63         |
| Rulo             | village | 172        |
| Rushville        | city    | 890        |
| Ruskin           | village | 123        |
| St. Edward       | city    | 705        |
| St. Helena       | village | 96         |
| St. Libory       | CDP     | 264        |
| St. Paul         | city    | 2290       |
| Salem            | village | 112        |
| Santee           | village | 346        |
| Sarben           | CDP     | 31         |
| Sargent          | city    | 525        |
| Saronville       | village | 47         |
| Schuyler         | city    | 6211       |
| Scotia           | village | 318        |
| Scottsbluff      | city    | 15039      |
| Scribner         | city    | 857        |
| Seneca           | village | 33         |
| Seward           | city    | 6964       |
| Shelby           | village | 714        |
| Shelton          | village | 1059       |
| Shickley         | village | 341        |
| Sholes           | village | 21         |
| Shubert          | village | 150        |
| Sidney           | city    | 6757       |
| Silver Creek     | village | 362        |
| Smithfield       | village | 54         |
| Snyder           | village | 300        |
| South Bend       | village | 99         |
| South Sioux City | city    | 13353      |
| Spalding         | village | 487        |
| Spencer          | village | 455        |
| Sprague          | village | 142        |
| Springfield      | city    | 1529       |
| Springview       | village | 242        |
| Stamford         | village | 183        |
| Stanton          | city    | 1577       |
| Staplehurst      | village | 242        |
| Stapleton        | village | 305        |
| Steele City      | village | 61         |
| Steinauer        | village | 75         |
| Stella           | village | 152        |
| Sterling         | village | 476        |
| Stockham         | village | 44         |
| Stockville       | village | 25         |
| Strang           | village | 29         |
| Stratton         | village | 343        |
| Stromsburg       | city    | 1171       |
| Stuart           | village | 590        |
| Sumner           | village | 236        |
| Sunol            | CDP     | 73         |
| Superior         | city    | 1957       |
| Surprise         | village | 43         |
| Sutherland       | village | 1286       |
| Sutton           | city    | 1502       |
| Swanton          | village | 94         |
| Syracuse         | city    | 1942       |
| Table Rock       | village | 269        |
| Talmage          | village | 233        |
| Tamora           | CDP     | 58         |
| Tarnov           | village | 46         |
| Taylor           | village | 190        |
| Tecumseh         | city    | 1677       |
| Tekamah          | city    | 1736       |
| Terrytown        | city    | 1198       |
| Thayer           | village | 62         |
| Thedford         | village | 188        |
| Thurston         | village | 132        |
| Tilden           | city    | 953        |
| Tobias           | village | 106        |
| Trenton          | village | 560        |
| Trumbull         | village | 205        |
| Tryon            | CDP     | 157        |
| Uehling          | village | 230        |
| Ulysses          | village | 171        |
| Unadilla         | village | 311        |
| Union            | village | 233        |
| Upland           | village | 143        |
| Utica            | village | 861        |
| Valentine        | city    | 2737       |
| Valley           | city    | 1875       |
| Valparaiso       | village | 570        |
| Venango          | village | 164        |
| Venice           | CDP     | 75         |
| Verdel           | village | 30         |
| Verdigre         | village | 575        |
| Verdon           | village | 172        |
| Virginia         | village | 60         |
| Waco             | village | 236        |
| Wahoo            | city    | 4508       |
| Wakefield        | city    | 1451       |
| Wallace          | village | 366        |
| Walthill         | village | 780        |
| Walton           | CDP     | 306        |
| Wann             | CDP     | 86         |
| Washington       | village | 150        |
| Waterbury        | village | 73         |
| Waterloo         | village | 848        |
| Wauneta          | village | 577        |
| Wausa            | village | 634        |
| Waverly          | city    | 3277       |
| Wayne            | city    | 5660       |
| Weeping Water    | city    | 1050       |
| Wellfleet        | village | 78         |
| Western          | village | 235        |
| Westerville      | CDP     | 39         |
| Weston           | village | 324        |
| West Point       | city    | 3364       |
| Whiteclay        | CDP     | 10         |
| Whitney          | village | 77         |
| Wilber           | city    | 1855       |
| Wilcox           | village | 358        |
| Willow Island    | CDP     | 26         |
| Wilsonville      | village | 93         |
| Winnebago        | village | 774        |
| Winnetoon        | village | 68         |
| Winside          | village | 427        |
| Winslow          | village | 103        |
| Wisner           | city    | 1170       |
| Wolbach          | village | 283        |
| Wood Lake        | village | 63         |
| Woodland Hills   | CDP     | 215        |
| Woodland Park    | CDP     | 1866       |
| Wood River       | city    | 1325       |
| Wymore           | city    | 1457       |
| Wynot            | village | 166        |
| Yankee Hill      | CDP     | 292        |
| York             | city    | 7766       |
| Yutan            | city    | 1174       |